# Le Prince Gipsy
Pour plus de détails, voir Fiche technique et Distribution.
Le Prince Gipsy (The Outsider) est un film muet américain réalisé par Rowland V. Lee, sorti en 1926. Il s'agit de l’adaptation d'une pièce de théâtre du même nom de Dorothy Brandon créée en 1923.
Le film fut perdu dans l'incendie de la réserve de la Fox en 1937.

## Synopsis
À Londres, Anton Ragatzy, un médecin de réputation sulfureuse à cause de ses méthodes non conventionnelles, guérit, en dépit de l’hostilité du milieu médical, une patiente dont il est amoureux.

## Fiche technique
- Titre original : The Outsider
- Titre français : Le Prince Gipsy
- Réalisation : Rowland V. Lee
- Scénario : Robert N. Lee d'après la pièce de Dorothy Brandon
- Chef opérateur : G.O. Post
- Producteur : William Fox
- Société de distribution : Fox Film
- Pays d'origine : États-Unis
- Format : noir et blanc -  - 1.33:1 - Film muet
- Genre : drame
- Durée : 60 minutes
- Dates de sortie :
  - États-Unis : 17 janvier 1926
  - Royaume-Uni : 13 septembre 1926

## Distribution
- Lou Tellegen : Anton Ragatzy

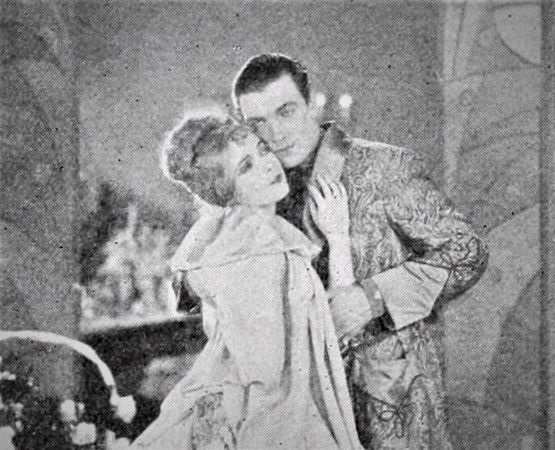
Jacqueline Logan et Lou Tellegen dans une scène du film.

- Jacqueline Logan : Leontine Sturdee
- Walter Pidgeon : Basil Owen
- Roy Atwell : Jerry Sidon
- Charles Lane : Sir Jasper Sturdee
- Joan Standing : Pritchard
- Gibson Gowland : Shadow
- Louis Payne : Dr Helmore

## Remakes
Deux autres films seront tournés : 
- 1931 : The Outsider, film britannique de Harry Lachman
- 1939 : Le Triomphe de l'amour, film britannique de Paul L. Stein